# Polystoechotes gazullai
Polystoechotes gazullai är en insektsart som beskrevs av Luisa Eugenia Navas 1924. Polystoechotes gazullai ingår i släktet Polystoechotes och familjen Polystoechotidae. Inga underarter finns listade i Catalogue of Life.